# ルイーズ・マリー・ド・ブルボン＝パンティエーヴル
ルイーズ・マリー・アデライード・ド・ブルボン＝パンティエーヴル（Louise Marie Adélaïde de Bourbon-Penthièvre, 1753年3月13日 - 1821年6月23日）は、オルレアン公ルイ・フィリップ2世（別名フィリップ・エガリテ）の妻。
マドモワゼル・ディヴリー（Mademoiselle d'Ivry）、マドモワゼル・ド・パンティエーヴル（Mademoiselle de Penthièvre）、シャルトル公爵夫人（Duchess de Chartres）、オルレアン公爵夫人（Duchess d'Orléans）、あるいはオルレアン公爵未亡人（Duchesse douairière d'Orléans）、親王妃（プランセス・デュ・サン, Princesse du sang par marriage）等と呼ばれた。

## 生涯
パンティエーヴル公ルイ・ジャン・マリー（ルイ14世と公妾モンテスパン侯爵夫人の孫）とマリー・テレーズ・デスト＝モデーヌ（モデナ公フランチェスコ3世と妃シャルロット＝アグラエ・ドルレアンの娘、及びルイ14世と公妾モンテスパン侯爵夫人の曾孫）の娘として現在のパリ1区にある トゥールーズ伯邸で生まれた。
生後翌年に母親マリー・テレーズが亡くなった。当時の貴族女子が一般的に修道院で教育を受けるように4歳の時、パリ郊外モンマルトルの丘の中腹にあるベネディクト会女子修道院に入れられた。
兄ランバル公ルイ・アレクサンドルが、その妻ランバル公妃マリー・ルイーズとの間に子がないまま1768年に早世したため、パンティエーヴル公家唯一の女子相続人となった。
1769年6月、ルイ・フィリップ2世と結婚。5子を生んだ。夫ルイ・フィリップは愛人ジャンリ夫人を子供の家庭教師にし、ジャンリ夫人は公爵家の子供に対して大きな影響力を持ったため、ルイーズ・マリーは夫や子供に対する自分の立場が奪われたことを苦悩していた。
フランス革命時は1793年ノルマンディー・ヴェルノンのビジー城に幽閉される。オルレアン家の財産が没収されると夫ルイ・フィリップ2世、次男モンパンシエ公アントワーヌ・フィリップ、三男ボージョレー伯ルイ・シャルルらは共にマルセイユのサン・ジャン城で幽閉される。
ルイーズ・マリーは兄嫁であるランバル公妃マリー・ルイーズの虐殺やルイ16世の処刑に怯えたが、1793年11月6日の夫ルイ・フィリップ2世処刑の際は気丈に振舞い、看守達を驚かせている。「平等のフィリップ（フィリップ・エガリテ）」と自称した夫のニックネームから、その後「エガリテ未亡人」（Veuve Égalité）と国民に呼ばれた。1796年に次男モンパンシエ公と三男ボージョレー伯とともに釈放されるが、モンパンシエ公とボージョレー伯はアメリカ合衆国に亡命した。1797年にブルボン家の人間に国外退去命令が出ると、残されたオルレアン家一族と共にスペインへ移住した。
1814年、ルイーズ・マリーはフランスに帰国したが、長男ルイ・フィリップの国王即位を見ることなく、1821年にイヴリー＝シュル＝セーヌの城で死亡した。死因は乳癌であった。

## 子女
- ルイ・フィリップ（1773年 - 1850年 - オルレアン公、のちのオルレアン朝フランス王（七月王政、1830年 - 1848年）
- アントワーヌ・フィリップ（1775年 - 1807年） - モンパンシエ公
- ルイーズ・マリー・アデライード（1777年 - 1847年）
- 女児（1777年、ルイーズ・マリーの双子の姉妹、夭折）
- ルイ・シャルル（1779年 - 1808年） - ボージョレー伯